# Granö, Korpo
Granö är en ö i Finland. Den ligger i Skärgårdshavet och i kommunen Pargas i den ekonomiska regionen  Åboland i landskapet Egentliga Finland, i den sydvästra delen av landet. Ön ligger omkring 54 kilometer sydväst om Åbo och omkring 190 kilometer väster om Helsingfors.
Öns area är 42,7 hektar och dess största längd är 1,1 kilometer i sydöst-nordvästlig riktning. Ön höjer sig omkring 30 meter över havsytan.